# Kaluđerevo
Kaluđerovo (cyr. Калуђерево) – wieś w Serbii, w okręgu pirockim, w gminie Babušnica. W 2011 roku liczyła 186 mieszkańców.